# Epigodromia ebalioides
Epigodromia ebalioides is een krabbensoort uit de familie van de Dromiidae. De wetenschappelijke naam van de soort is voor het eerst geldig gepubliceerd in 1899 door Alcock.